# Hernando Agudelo Villa
Hernando Agudelo Villa (Medellín, 9 de marzo de 1923 - Bogotá, 29 de julio de 2010) fue un político y economista colombiano. Fue ministro y codirector del Partido Liberal Colombiano.

## Primeros años
Estudió la educación primaria y secundaria en su ciudad natal y realizó sus estudios superiores en la Universidad de Antioquia, obteniendo el título de abogado en 1951. Se trasladó a Londres para especializarse en economía en el London School of Economics entre 1955 y 1956. Dirigió desde 1947 la Federación Nacional de Comerciantes, Fenalco, hasta 1958, cuando fue elegido a la Cámara de Representantes y designado Ministro de Hacienda por el presidente Alberto Lleras Camargo.

## Ministro de Hacienda
Agudelo ejerció como Ministro de Hacienda entre 1958 y 1961; dentro de sus ejecutorias más destacadas resaltan la promoción del crédito agrícola por medio de la ley 26 de 1959; el fuerte impulso a la industrialización y al comercio internacional, materializándose en la adhesión del país a la ALADI. Propuso al Congreso la ley 155 de 1959, por la cual Colombia prohibió las prácticas anticompetitivas y estableció también disposiciones en materia de competencia desleal. Estuvo encargado por algunos meses del Ministerio de Fomento.
La revista Semana lo distinguió como el "Personaje del Año" en 1959.

## Décadas de 1960 y 1970
Tras abandonar el ministerio ejerció como representante del gobierno colombiano ante el Banco Interamericano de Desarrollo y la Alianza para el Progreso. En 1966 Agudelo fue elegido Representante a la Cámara nuevamente y fue miembro de la Dirección Nacional Liberal. Entre 1972 y 1973 fue Ministro de Desarrollo Económico bajo el gobierno de Misael Pastrana Borrero.
En 1977 intentó sin éxito ser el candidato de su partido a la Presidencia de la República.

## Ideólogo liberal
Desde la década de los ochenta Agudelo Villa asumió la dirección de la Sociedad Económica de Amigos del País, desde la cual se convirtió en uno de los ideólogos más influyentes del Partido Liberal, en defensa de las propuestas socialdemócratas, siendo especialmente relevante su participación en este debate ideológico durante el gobierno de César Gaviria. En 1991 hizo parte de la Comisión Especial Legislativa formada tras la revocatoria del Congreso por parte de la Asamblea Nacional Constituyente.
En 2003 recibió la Cruz de Boyacá de manos del Presidente Álvaro Uribe.
El escritor y sociólogo Alpher Rojas Carvajal hizo una extraordinaria página sobre el estadista Liberal Agudelo Villa: en la que dice: "Si se quisiera identificar la cualidad más sobresaliente en el espíritu de quien en vida encarnó la fascinante personalidad del doctor Hernando Agudelo Villa, habría que detectarla en su talante de pensador demócrata y en su condición de estadista moderno cuyo amplio conocimiento de las estructuras de la sociedad lo llevó a hacer contribuciones centrales al debate sobre la crisis nacional.
La lucidez y la calidad de sus reflexiones no estaban solo en sintonía con las coyunturas complejas con las que un país y una sociedad desigual en constante confrontación ha intentado sobreaguar, sino que sus aportes teóricos y la inmanente acción de su trabajo sin pausas iluminaron y propiciaron procesos de largo aliento que entrañaban la formación de grupos humanos y la construcción de proyectos sostenibles como aporte sustancial al fortalecimiento democrático. No eran simples paliativos frente a los estragos del mercado y la corrupción clientelista, sino fuentes doctrinales orientadoras para cambiar la política no para sustituirla".

## Fallecimiento
El 29 de julio de 2010 falleció en la Fundación Santa Fe de Bogotá, luego de estar hospitalizado por una enfermedad, según informó Caracol Radio.